# Fredrika Wilhelmina Carstens
Fredrika Wilhelmina Carstens (* 5. Juni 1808 in Naantali; † 13. April 1888 in Helsinki), geb. Stichaeus, war eine finnlandschwedische Schriftstellerin. Sie schrieb 1840 mit Murgrönan („Der Efeu“) den ersten Roman, der in Finnland (in schwedischer Sprache) erschien.

## Leben

### Herkunft und Jugend
Fredrika Wilhelmina Carstens stammte aus einer finnlandschwedischen Familie. Sie wurde am 5. Juni 1808 als Tochter von Johan Fredrik und Fredrika Eleonora Stichaeus, geb. Ekholm, in Nådendal geboren. Zum Zeitpunkt ihrer Geburt war Finnland Teil des Schwedischen Reiches, das mit Russland im Krieg lag (zum Kriegsende 1809, verlor Schweden Finnland an Russland). Ihr Vater war Verwalter der Provinz Tavastland (finnisch Häme).
Über die Kindheit der Autorin ist nur wenig bekannt, doch in ihrem Elternhaus spielte Literatur eine große Rolle. Wahrscheinlich verbrachte sie einige Zeit in Schweden.

### Ehe
Mit 21 heiratete Wilhelmina Stichaeus den Leutnant Carl Adolf Otto Carstens, mit dem sie sieben Kinder hatte, eine Tochter, Hilda, und sechs Söhne, Constantin, Alfred, Wilhelm, Fredrik und die Zwillinge Sten und Carl. Die Familie lebte in der Nähe von Borgå (finnisch Porvoo).
In den 1830er Jahren begann Wilhelmina Carstens, unter dem Pseudonym „R“ für Zeitungen zu schreiben. Sie äußerte sich über die Stellung der Frau und verteidigte das Recht der Frauen auf höhere Schulbildung mit dem Argument, eine gebildete Frau könne ihre Pflichten als Ehefrau und Mutter besser erfüllen. Über die Persönlichkeit der Autorin ist nur wenig bekannt. Carstens widmete der Literatur viel Zeit, schrieb selbst und malte, obwohl Haushalt und Kindererziehung sehr zeitaufwendig waren.

## „Murgrönan“ (Der Efeu)
1840 wurde in Borgå ein Armenhaus gegründet, das Wilhelmina Carstens finanziell unterstützte. Sie veröffentlichte den schwedischsprachigen Roman Murgrönan mit dem Versprechen, den Erlös dem Armenhaus zu spenden.
Der Roman erschien anonym, doch war allgemein bekannt, dass Wilhelmina Carstens die Autorin war.
Die Hauptfigur des Romans ist die junge Mathilda Sommer, die einer Freundin in Briefen ihre Erlebnisse in Stockholm schildert. Carstens’ Roman mischt verschiedene Traditionen des Genres. Das Werk enthält Züge des sentimentalen Romans und Alltagsschilderungen, andererseits ist es eine fiktive Reisebeschreibung und – durch die ironischen Beschreibungen des Salonlebens – eine Satire.
Carstens’ Roman wurde von ihren Zeitgenossen sehr kritisch aufgenommen. Vor allem in der Zeitung Helsingfors Morgonblad wurde das Werk – wahrscheinlich von Fabian Collan – scharf kritisiert und die Darstellung der Charaktere als unglaubwürdig bezeichnet. Er empfahl der Autorin, sich mit schwedischer Grammatik, Logik und Ästhetik zu befassen, womit es seiner Meinung nach in ihrem Roman hapere.
Im Gegensatz zu den meisten anderen frühen Schriftstellerinnen hatte Carstens während des Schreibens nicht den Rat einflussreicher kulturell tätiger Leute eingeholt. Auch eine andere Schriftstellerin, Carstens’ spätere Nachbarin Fredrika Runeberg, hielt wenig von dem Roman, wie ein Brief vom 11. Januar 1841 an ihre Freundin Augusta Lundahl bezeugt: „Übrigens – was hältst du von der Veröffentlichung mit dem Titel 'Murgrönan'? Schriftstellerinnen sind wie Sängerinnen: Die, die etwas können, lassen sich endlos bitten und bleiben dann stumm, und die schlechtesten von allen singen unaufgefordert, während sie still sein sollten.“
Das Erscheinen des Buches brachte für Carstens viele Probleme mit sich, da das Schreiben für Frauen als unpassend galt. Als Carstens’ Ehemann 1842 starb, kam das Gerücht auf, seine Frau habe ihn vergiftet, obwohl keinerlei Hinweise auf ein Verbrechen vorlagen. Carstens schrieb weiter für die Zeitung Morgonbladet, u. a. Briefe an eine fiktive „Tante Ulla“ mit der Unterschrift „Janne“, ohne dass der Name der Verfasserin genannt wurde. „Murgrönan“ geriet für lange Zeit in Vergessenheit; erst gegen Ende des 20. Jahrhunderts wurde die feministisch orientierte Literaturwissenschaft auf das Werk aufmerksam.
Erst 2007 wurde der Roman ins Finnische übersetzt und erschien unter dem Titel Muratti (Der Efeu).

## Veröffentlichungen
- 1840 Murgrönan, G.O. Wasenius, Helsingfors
  - Carstens, Fredrika Wilhelmina: Der Efeu. Deutsch von Nadine Erler. Verlag 28 Eichen, Barnstorf 2015.